# 150
El año 150 (CL) fue un año común comenzado en miércoles del calendario juliano, en vigor en aquella fecha.
En el Imperio romano el año fue nombrado el del consulado de Esquila y Veto, o menos frecuentemente, como el 903 ab urbe condita, siendo su denominación como 150 a principios de la Edad Media, al establecerse el anno Domini.
Es el año 150 del primer milenio, el año 50 del siglo III y el primer año de la década de 150.

## Acontecimientos
- En Mesoamérica llega a su fin el período medio de la civilización maya (fecha aproximada).
- En Mesoamérica comienza la fase Miccaotli de Teotihuacán.
- En Roma, Claudio Ptolomeo publica el primer atlas.
- En Galia, la ciudad de París llega a los 80 000 habitantes, cifra que no volvería a alcanzar hasta el siglo XII
- Aparece Institutes, del jurista Cayo, texto que sirvió por mucho tiempo como manual de derecho romano.[1]
- Es probable que para este año ya estuvieran redactados los textos que componen el canon vigente del Nuevo Testamento. Su idioma original parece que fue el griego, aunque hay hipótesis que señalan al arameo como la lengua original.[1]
- En la región central de la actual Nigeria la cultura nok (asentada desde el siglo V a. C.) está en pleno auge; desarrolla una muy elaborada metalurgia del hierro (que le permite avanzar en el desarrollo agrícola) y sus artistas realizan singulares piezas de terracota que representan figuras humanas y de animales de tamaño natural.[1]
- En Asia Menor (actual Turquía) se registra un terremoto, que arruina varias localidades, entre ellas Cícico (que dejó de ser una ciudad próspera, y con el terremoto de 1063 quedará despoblada). Una montaña estalla e inunda la región con agua salada. (Véase Terremotos de la Antigüedad).[2]

## Nacimientos
- 7 de marzo (del año 148, 149 o 150): Lucila (Annia Aurelia Galeria Lucilla), aristócrata romana (fallecida en la isla de Capri en 181 o 182), segunda hija del emperador romano Marco Aurelio y Faustina la Menor; hermana del emperador Cómodo.
- Babak II o Pabhag II, rey persa de los fars y gobernador de la provincia de Persia (f. 222).

## Fallecimientos
- Asvaghosa (Ashua Ghosha), religioso y poeta budista (n. 80).